# جي اكس بي 2 في
سلالة جي اكس بي 2 فيGX_P2V هو سلالة متحولة من فيروس كورونا 2019 قاتلة للفئران المأهولة التي تحمل جين إنزيم محول للأنجيوتنسين 2. وقد أجريت الحكومة الصينية اختبارات على GX_P2V ونشرت دراسة جديدة.  وكتب مؤلفوا البحث: "يؤكد هذا على خطر انتشار GX_P2V إلى البشر ويوفر نموذجًا فريدًا لفهم الآليات المسببة للأمراض للفيروسات المرتبطة بفيروس SARS-CoV-2 ".  أصاب فيروس GX_P2V الرئتين والعظام والعينين والقصبات الهوائية وأدمغة الفئران المعملية الأربعة التي تم اختبارها. 
ماتت جميع الفئران المعملية الأربعة بسرعة بعد ثمانية أيام بسبب ضعف شديد في الرؤية؛ وخاصة العيون البيضاء، وفقدان الوزن الشديد، وضعف الحركة.  